# Kaagaz Ke Phool
Kaagaz Ke Phool (Hindi: कागज़ के फूल, übersetzt: Papierblumen) ist ein Film von Guru Dutt aus dem Jahr 1959.

## Handlung
Suresh Sinha ist ein erfolgreicher Filmregisseur. Doch seine Liebe zu Filmen, kostete ihn seine Familie. Ehefrau Bina, die Tochter des reichen Rai Bahadur Verma, hat sich von ihm getrennt. Ihm ist verboten seine Tochter Pammi zu sehen, die in eine private Schule geschickt wurde.
In einer verregneten Nacht trifft Suresh eine Frau namens Shanti und gibt ihr seinen Mantel. Später geht sie ins Filmstudio, um Suresh den Mantel zurückzugeben. Dabei unterbricht sie unabsichtlich die Dreharbeiten, indem sie genau vor die Kamera läuft. Suresh erkennt dabei ihr Potenzial zum Star und castet sie für die Rolle der Paro in dem Film „Devdas“.
„Devdas“ wird zu einem großen Hit und macht aus Shanti einen angesehenen und sehr gelobten Star. Shanti und Suresh, zwei einsame Menschen, kommen sich so näher. Ihr Liebesverhältnis wird in allen Klatschspalten heiß diskutiert. Dies hat zur Folge, dass Pammis Freunde sie in der Schule quälen. Daraufhin versucht Pammi Shanti zu überreden ihren Vater in Ruhe zu lassen, um ihre Eltern wiederzuvereinen.
Tatsächlich gehorcht Shanti und schmeißt ihre Karriere hin und wird in einem kleinen Dorf Lehrerin. Suresh, nun hingerissen zwischen Shanti und die Liebe zu seiner Tochter Pammi, verfällt dem Alkohol und stürzt ab. Shanti ist gezwungen weiterhin Filme zu drehen, da sie einen Vertrage mit dem Filmstudio hat.
Schließlich bekommt Suresh die Chance einen Comeback-Film zu machen, aber nur wenn Shanti in der Hauptrolle mitspielt. Shanti ist unfähig ihm zu helfen, da er weit entfernt von der Erlösung ist.
Suresh erinnert sich an seine glorreiche Vergangenheit und stirbt in dem leeren Filmstudio auf dem Stuhl des Regisseurs als einsamer und vergessener Mann.

## Hintergrund
Die Geschichte des Films ist als Rückblende erzählt. Die Liedtexte stammen von dem bekannten Autor Kaifi Azmi.
Der kommerzielle Misserfolg des Films an den Kinokassen veranlasste Guru Dutt, bei seinen Filmproduktionen nicht mehr selbst als Regisseur verantwortlich zu zeichnen.
Das originale CinemaScope-Negativ von Kaagaz Ke Phool ist beschädigt. Es existieren nur noch wenige Scope-Kopien, zwei davon bei europäischen Fernsehstationen.

## Auszeichnungen
- Filmfare Award/Bestes Szenenbild an M. R. Acharekar (1960)
- Filmfare Award/Beste Kamera an V. K. Murthy (1960)